# 헤비타역
헤비타역(일본어: 蛇田駅, へびたえき)은 일본 미야기현 이시노마키시에 있는, 동일본 여객철도의 철도역이다.

## 역 구조
1면 1선 구조의 지상역이다.

### 승강장
승강장 번호는 없다.
| ■ 센세키 선 | (하행) 리쿠젠야마시타·이시노마키 방면 |
| ■ 센세키 선 | (상행) 리쿠젠아카이·리쿠젠오노 방면   |

## 역세권 정보
- 국도 제45호선

## 역사
- 1928년 11월 22일: 미야기 전기철도 철도역으로 영업 개시.
- 1944년 5월 1일: 국유화.
- 1987년 4월 1일: 민영화에 따라 동일본 여객철도의 소속이 되었다.
- 2003년 10월 26일: 스이카 도입.
- 2011년
  - 3월 11일: 새 역사 완공. 동일본 대지진으로 영업 중단.
  - 7월 16일: 영업 재개.

## 인접역
| 동일본 여객철도 ■ 센세키 선        | 동일본 여객철도 ■ 센세키 선 | 동일본 여객철도 ■ 센세키 선    |
| ---------------------------------- | --------------------------- | ------------------------------ |
| 리쿠젠아카이 센다이 방면           | ■ 쾌속 ■ 쾌속               | 리쿠젠야마시타 이시노마키 방면 |
| 이시노마키아유미노 아오바도리 방면 | ■ 보통                      | 리쿠젠야마시타 이시노마키 방면 |